# Tectura paleacea
Tectura paleacea is een slakkensoort uit de familie van de Lottiidae. De wetenschappelijke naam van de soort is voor het eerst geldig gepubliceerd in 1853 door Gould.